# 马山港站
馬山港站（：／ Masanhang yeok */?）曾經为韩国铁路马山港第1埠头线上的一座鐵路站，位于庆尚南道昌原市马山合浦区，废止时间不明。

## 历史
- 1905年10月21日，落成使用。